# Stroomlijnpantsermeerval
De stroomlijnpantsermeerval (Corydoras arcuatus) is een pantsermeerval die gekenmerkt wordt door een zwarte lijn die over de flank loopt. Deze lijn begint bij de snuit en loopt via het oog langs de rug naar de staart toe.
De stroomlijnpantsermeerval leeft in de bovenloop van de Amazone, in Peru en Brazilië.

## Aquarium
In het aquarium is deze vis een nuttige schoonmaker van de bodem. Dat neemt echter niet weg dat ze wel gericht gevoerd moeten worden met bijvoorbeeld diepvriesvoer en tabletten. Hij is het beste te houden in een groep van vijf of meer. Het water mag tussen de 22 en 26 graden Celsius bij een pH van 6 - 7,4 zijn. Hij prefereert zacht water. De soort is gevoeliger voor schimmel en vinrot dan andere Corydoras-soorten. Regelmatig water verversen en controleren van de waterkwaliteit zijn een vereiste.
1. ↑  (en) Stroomlijnpantsermeerval op de IUCN Red List of Threatened Species.